# Campeonato de España Femenino 1963
El Campeonato de España Femenino 1963 corresponde a la 11.ª edición de dicho torneo. Se celebró entre el 2 y el 5 de mayo de 1963 en la Pista de los Luises de Gracia de Barcelona. El campeón de la edición accede a la Copa de Europa 1963-64. 

## Desarrollo
El éxito y el interés suscitados por esta edición barcelonesa de la Copa fue tan grande que los rectores de la época se plantearon crear una Liga nacional para satisfacer la demanda de un público creciente e interesado en el baloncesto femenino. Hubo algún titubeo y ciertas dudas por la tardanza en activar el proyecto, pero la liga se puso en marcha el 23 de febrero de 1964 con 8 equipos: el CREFF Madrid y Medina Madrid, Indo Barcelona y Picadero, Granada, Medina La Coruña, Royce-Dimar Valencia y el Zaragoza.
Pero la llegada de la Liga nacional trajo como consecuencia el abandono del formato copero, por lo que pasarán casi nueve años para que vuelva a recuperarse este torneo. Y casi treinta años de distancia entre la primera y la duodécima edición de la Copa.

## Fase de clasificación
Todos los equipos avanzan a la Fase final, pero se jugó esta jornada, el día 2 de mayo, para definir los cruces de cuartos de final.
| Equipo 1         | Resultado | Equipo 2             |
| ---------------- | --------- | -------------------- |
| CREFF Madrid     | 45–26     | Royce-Dimar Valencia |
| Tiris Las Palmas | 26–51     | Picadero J. C.       |
| Medina Madrid    | 26–28     | Medina La Coruña     |
| Granada CF       | 31–27     | Indo Barcelona       |

## Cuadro
|  | Cuartos de final     | Cuartos de final |                      |                | Semifinales | Semifinales |                      |              | Final        | Final     |  |
|  | 3 de mayo            | 3 de mayo        |                      |                | 4 de mayo   | 4 de mayo   |                      |              | 5 de mayo    | 5 de mayo |  |
|  |                      |                  |                      |                |             |             |                      |              |              |           |  |
|  |                      |                  |                      |                |             |             |                      |              |              |           |  |
|  | CREFF Madrid         | 78               |                      |                |             |             |                      |              |              |           |  |
|  | CREFF Madrid         | 78               |                      |                |             |             |                      |              |              |           |  |
|  | Tiris Las Palmas     | 15               |                      |                |             |             |                      |              |              |           |  |
|  | Tiris Las Palmas     | 15               |                      | CREFF Madrid   | 40          |             |                      |              |              |           |  |
|  |                      |                  |                      | CREFF Madrid   | 40          |             |                      |              |              |           |  |
|  |                      |                  | Royce-Dimar Valencia | 22             |             |             |                      |              |              |           |  |
|  | Picadero J. C.       | 35               | Royce-Dimar Valencia | 22             |             |             |                      |              |              |           |  |
|  | Picadero J. C.       | 35               |                      |                |             |             |                      |              |              |           |  |
|  | Royce-Dimar Valencia | 40               |                      |                |             |             |                      |              |              |           |  |
|  | Royce-Dimar Valencia | 40               |                      |                |             |             |                      | CREFF Madrid | 33           |           |  |
|  |                      |                  |                      |                |             |             |                      | CREFF Madrid | 33           |           |  |
|  |                      |                  | Indo Barcelona       | 28             |             |             |                      |              |              |           |  |
|  | Medina La Coruña     | 18               | Indo Barcelona       | 28             |             |             |                      |              |              |           |  |
|  | Medina La Coruña     | 18               |                      |                |             |             |                      |              |              |           |  |
|  | Indo Barcelona       | 32               |                      |                |             |             |                      |              |              |           |  |
|  | Indo Barcelona       | 32               |                      | Indo Barcelona | 31          |             |                      | Tercer lugar | Tercer lugar |           |  |
|  |                      |                  |                      | Indo Barcelona | 31          |             |                      | Tercer lugar | Tercer lugar |           |  |
|  |                      |                  | Granada CF           | 22             |             |             |                      |              |              |           |  |
|  | Granada CF           | 27               | Granada CF           | 22             |             |             | Royce-Dimar Valencia | 29           |              |           |  |
|  | Granada CF           | 27               |                      |                |             |             | Royce-Dimar Valencia | 29           |              |           |  |
|  | Medina Madrid        | 25               |                      |                |             |             |                      |              | Granada CF   | 34        |  |
|  | Medina Madrid        | 25               |                      |                |             |             |                      |              | Granada CF   | 34        |  |
|  |                      |                  |                      |                |             |             |                      |              |              |           |  |

### Final
| 5 de mayo de 1963 | CREFF Madrid                               | 33–28       | Indo Barcelona               | |  |
|                   | Marcador por tiempos: 16–18, 17–10         |             |                              | |  |
|                   | Estadísticas Lucía Caicoya, Teresa Pérez 8 | Reporte Pts | Estadísticas Lina Montagut 9 | Pabellón: Pista de los Luises de Gracia, Barcelona Árbitros: Vallejo (Catalán), Martín Alonso (Madrileño) |  |

| Ganadoras del Campeonato de España Femenino 1963 |
| ------------------------------------------------ |
| CREFF Madrid 2º título                           |